# Eurosia bitincta
Eurosia bitincta là một loài bướm đêm thuộc phân họ Arctiinae, họ Erebidae.